# Евгени Диков
Евгени Диков е български юрист, директор на Националната следствена служба от 2013 до 2017.

## Биография
Роден е на 20 февруари 1955 г. в Луковит. Завършва право в Софийския университет през 1979 г. Влиза в съдебната система от 1981 г. като съдебен изпълнител. Впоследствие е прокурор в Районна прокуратура-Бяла Слатина до 1983 г. От 1983 до 1986 г. е заместник-районен прокурор в Районна прокуратура-София. От 1991 г. е заместник-градски прокурор на София. Между 1992 и 2003 г. е адвокат. От 2003 до 2006 г. е следовател, а след това е прокурор във Висшата касационна прокуратура. От 2013 г. е временно изпълняващ длъжността градски прокурор. В периода 20 декември 2013 – 6 декември 2017 е ръководител на Националната следствена служба. Умира на 25 ноември 2020 г. след усложнения от Коронавирусна болест 2019.